# Singapore op de Olympische Zomerspelen 1972
Singapore nam deel aan de Olympische Zomerspelen 1972 in München, West-Duitsland. Voor de tweede achtereenvolgende keer werd geen medaille gewonnen.

## Deelnemers en resultaten
(m) = mannen, (v) = vrouwen 

### Atletiek
| Olympiër      | Discipline       | Resultaat | Prestatie                            |
| ------------- | ---------------- | --------- | ------------------------------------ |
| Yeo Kian Chye | 100m (m)         | 67e       | serie 2: 6de in 10,92                |
| Yeo Kian Chye | 200m (m)         | 50e       | serie 2: 6de in 21,89                |
| P. C. Suppiah | 5000m (m)        | 59e       | serie 1: 11de in 15.36,6             |
| P. C. Suppiah | 10000m (m)       | 40e       | serie 1: 14de in 31.59,2             |
| Nor Hamid     | hoogspringen (m) | 33e       | kwalificatie groep B: 11de met 2,00m |

### Boksen
| Olympiër         | Discipline | Resultaat | Prestatie                                                                           |
| ---------------- | ---------- | --------- | ----------------------------------------------------------------------------------- |
| Syed Abdul Kadir | -48kg (m)  | 9e        | 1ste ronde: W van ITA Curcetti: knock-out 2de ronde: V van CUB Carbonell: knock-out |

### Zwemmen
| Olympiër     | Discipline           | Resultaat | Prestatie                |
| ------------ | -------------------- | --------- | ------------------------ |
| Roy Chan     | 100m vlinderslag (m) | 35e       | serie 3: 8ste in 1.02,24 |
| Roy Chan     | 200m vlinderslag (m) | 28e       | serie 3: 8ste in 2.20,30 |
| Roy Chan     | 200m wisselslag (m)  | 35e       | serie 3: 6de in 2.24,43  |
| Roy Chan     | 400m wisselslag (m)  | DNS       | serie 4: niet gestart    |
|              |                      |           |                          |
| Pat Chan     | 100m rugslag (v)     | 36e       | serie 5: 8ste in 1.14,24 |
| Pat Chan     | 200m rugslag (v))    | 36e       | serie 2: 8ste in 2.41,27 |
| Tay Chin Joo | 100m vlinderslag (v) | 27e       | serie 3: 7de in 1.10,92  |
| Pat Chan     | 200m wisselslag (v)  | DNS       | serie 4: niet gestart    |

Afghanistan · Albanië · Algerije · Amerikaanse Maagdeneilanden · Argentinië · Australië · Bahama's · Barbados · België · Bermuda · Birma · Bolivia · Bondsrepubliek Duitsland · Brazilië · Brits-Honduras · Bulgarije · Canada · Ceylon · Chili · Colombia · Congo-Brazzaville · Costa Rica · Cuba · Dahomey · Denemarken · Dominicaanse Republiek · Duitse Democratische Republiek · Ecuador · Egypte · El Salvador · Ethiopië · Fiji · Filipijnen · Finland · Frankrijk · Gabon · Ghana · Griekenland · Groot-Brittannië · Guatemala · Guyana · Haïti · Hongarije · Hongkong · Ierland · IJsland · India · Indonesië · Iran · Israël · Italië · Ivoorkust · Jamaica · Japan · Joegoslavië · Kameroen · Kenia · Khmerrepubliek · Koeweit · Lesotho · Libanon · Liberia · Liechtenstein · Luxemburg · Madagaskar · Malawi · Maleisië · Mali · Malta · Marokko · Mexico · Monaco · Mongolië · Nederland · Nederlandse Antillen · Nepal · Nicaragua · Nieuw-Zeeland · Niger · Nigeria · Noord-Korea · Noorwegen · Oeganda · Oostenrijk · Opper-Volta · Pakistan · Panama · Paraguay · Peru · Polen · Portugal · Puerto Rico · Roemenië · San Marino · Saoedi-Arabië · Senegal · Singapore · Soedan · Somalië · Sovjet-Unie · Spanje · Suriname · Swaziland · Syrië · Taiwan · Tanzania · Thailand · Togo · Trinidad en Tobago · Tsjaad · Tsjecho-Slowakije · Tunesië · Turkije · Uruguay · Venezuela · Verenigde Staten · Vietnam · Zambia · Zuid-Korea · Zweden · Zwitserland